# 위상 (대사마)
위상(韋賞, ? ~ 기원전 2년)은 전한 말기의 관료로, 우부풍 평릉현(平陵縣) 사람이다. 승상 위현의 손자이자 동해태수 위홍의 아들이다.

## 생애
《시경》에 밝았고, 정도왕 유흔의 태부를 지냈다.
유흔이 황제가 된 후(애제), 대사마거기장군에 임명되고 관내후에 봉해져 식읍 1,000호를 받았다. 그러나 위상은 이미 나이가 80여 세였고, 결국 7일 만에 죽었다.
손자 위표는 후한 때 관직이 대홍려에 이르렀다.

## 출전
- 반고, 《한서》
  - 권19하 백관공경표 下
  - 권73 위현전
  - 권88 유림전

| 전임 정명 | 전한의 대사마 기원전 2년 11월 임오일 ~ 기축일 | 후임 동현 |